# Gastrotheca albolineata

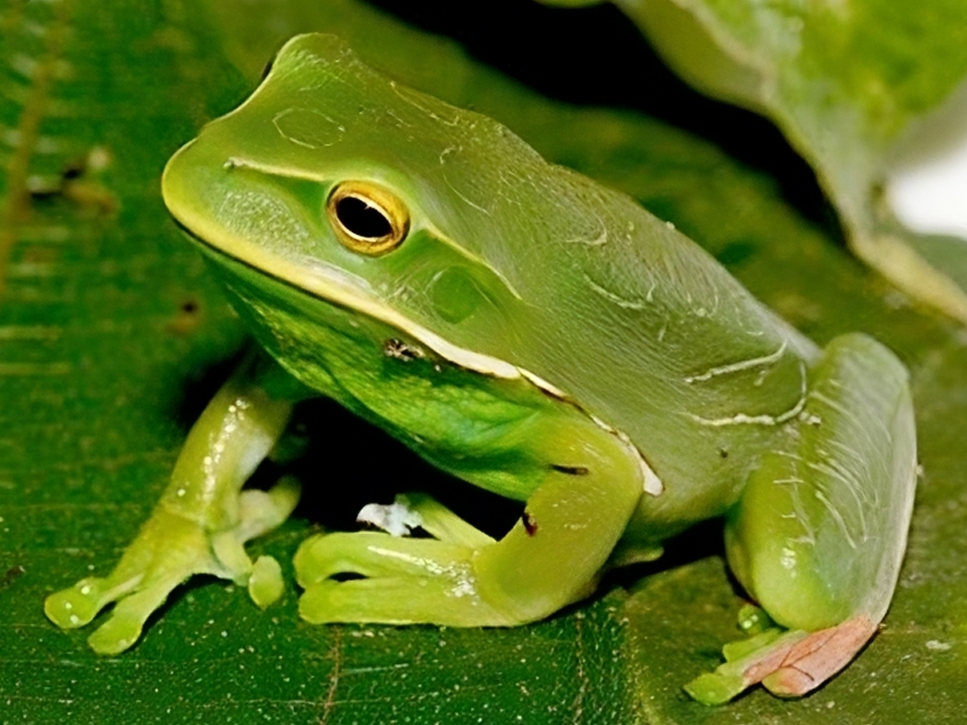
Imatge d'un espècimen de Gastrotheca albolineata.

Gastrotheca albolineata és una espècie de granota de la família dels hemipràctids. És endèmica del Brasil. Va ser descrit com Hyla albolineata per A. i B. Lutz el 1839.
Viu a la copa del bosc primari i vell secundari. Porta els ous a l'esquena i és una espècie que desenvolupa en directe. Requereix arbres grossos per viure i, per tant, no tolera gaire alteració de l'hàbitat.
Viu des d'un altiud de 600 a 1400 m a la part nord de la serralada de la Serra da Mantiqueira i els turons de les terres baixes costaneres de l'estat de Rio de Janeiro, la serralada de la Serra do Mar i la part sud de la serra de la Serra da Mantiqueira i la costa septentrional de l'estat de São Paulo, així com un registre aïllat al centre d'Espíritu Santo, tot al Brasil.